# Passo do Joly
O passo do Joly é um colo de montanha situado a 1989 m no maciço do Monte Branco, entre os departamentos da Saboia e da Alta-Saboia, na região Ródano-Alpes que devido à sua localização e altitude não é limpo na estação invernal, pelo que só é transitável pelos veículos que se ocupam da manutenção da pistas de esqui de Contamines-Montjoie.
Nas duas vertentes do colo encontram a domínio esquiável da Contamines-Hauteluce com 47 pistas, ou com pistas de BTT durante o Verão.
Devido ao seu pequeno desnível, a encosta com cerca de 2 km de largura e de Verão  cheio de verde erva é finalmente um magnífico terreno de alpagem.